# Métropolitain (film)
Pour les articles homonymes, voir Métropolitain.
Pour plus de détails, voir Fiche technique et Distribution.
Métropolitain est un film français réalisé en 1938 par Maurice Cam et sorti en 1939.

## Synopsis
Pierre Garnaux (Albert Préjean) , un ouvrier qui travaille au bord de la Seine, aperçoit du métro un homme en train de poignarder une femme à la fenêtre d'un immeuble. Il alerte la police et se rend sur les lieux, pour découvrir qu'il s'agit d'un couple d'artistes dans la misère qui aurait fait une tentative de suicide. En fait, ils répétaient un numéro, comme il le découvre par hasard. Pierre est furieux, mais la femme, Viviane (Ginette Leclerc), l'a séduit. Cependant, le fait divers est dans les journaux et, du coup, le couple a trouvé un engagement de music-hall. Mais les rapports sont difficiles entre Zoltini (André Brulé), homme âgé, aigri, paranoïaque et peu scrupuleux, et sa partenaire, nettement plus jeune et dont la beauté suscite bien des convoitises. Celle-ci manipule Pierre afin d'échapper à la surveillance jalouse de Zoltini et de rejoindre un imprésario qui lui offre un engagement pour une tournée américaine. C'est une nuit tragi-comique, où Zoltini se lance à la poursuite de Viviane, se bagarre avec Pierre au bord de la Seine, tombe à l'eau et est supposé mort. Pierre, désespéré d'avoir commis un meurtre, rentre chez lui, où sa compagne, Suzanne (Anne Laurens) a, par un coup de chance extraordinaire, trouvé une situation bien plus intéressante ; jusque-là en effet, elle travaillait la nuit et Pierre le jour, de sorte que leur couple se délitait lentement. Désormais, elle sera la secrétaire d'un riche industriel à qui elle a, involontairement, sauvé la vie en oubliant de le réveiller pour prendre un avion qui, finalement, devait s'écraser ! Pierre apprend, par un clochard qui vit près du chantier où a eu lieu la bagarre, que Zoltini s'en est sorti, et tout rentrerait dans l'ordre, sous la houlette de Suzanne qui prend désormais les choses en main, tandis que Viviane a, de son côté, compris qu'elle ne pouvait vivre sans Zoltini après l'avoir cru mort. Mais ce dernier, dans un nouvel accès de jalousie, la tue pour de bon cette fois…
Le titre du film est ambigu, car ce n'est pas tant du métro qu'il s'agit que de la métropole, c'est-à-dire d'une tranche de vie parisienne. L'action se déroule dans un milieu populaire, entre ouvriers (les camarades de Pierre, les petites standardistes de l'hôtel où travaille Suzanne) et artistes, plus ou moins ratés, de music-hall. Le mélange des deux offre des situations piquantes, la tentation d'une vie qui semble plus facile s'offre à Pierre, le temps d'une folle nuit, entre la party donnée par l'imprésario, au son du jazz, et les bords de Seine propices au crime. On assiste au numéro de Zoltini, numéro saboté par Suzanne qui a décidé de se venger des gifles qu'elle reçoit. On voit le monde des coulisses, aussi bien les coulisses du travail que celles du couple... Populaire aussi, la beauté plutôt grassouillette de Ginette Leclerc (elle maigrira beaucoup par la suite) dont on s'étonne peut-être aujourd'hui qu'elle ait pu séduire à ce point Pierre et le détourner des charmes, nettement plus délicats, d'Anne Laurens. De ce point de vue, c'est un vrai document socio-psychologique. Le parallèle s'impose entre cette tentation-là et celle à laquelle cède Gabin, dans La Belle Équipe, avec Viviane Romance, si ce n'est que cette dernière, tout de même plus fine, n'a pas de concurrente.

## Fiche technique
- Titre : Métropolitain
- Réalisation : Maurice Cam
- Assistant-réalisateur : Maurice Schutz
- Scénario : D'après le sujet original[2] de R. Herbert et Max Maret
- Dialogues : André Cerf, Duclos
- Directeur de la photographie : Nicolas Hayer,
- Opérateurs : Pierre Méré, Marcel Villet
- Montage : Georges Lantz
- Musique : Marcel Lattès
- Son : Jean Dubuis
- Décors : Roland Quignon, Robert Dumesnil
- Maquillage : Hagop Arakelian
- Société de production : S. B Films
- Producteur et directeur de production : Simon Barstoff
- Pays :  France
- Format :  Noir et blanc - 1,37:1 - 35 mm - son mono
- Genre : Comédie dramatique
- Durée : 85 minutes
- Dates de sortie en France : 
  - 8 février 1939[3]
  - 9 février 1939[1]

## Pour approfondir